# Limeum aethiopicum
Limeum aethiopicum är en tvåhjärtbladig växtart. Limeum aethiopicum ingår i släktet Limeum och familjen Limeaceae.

## Underarter
Arten delas in i följande underarter:
- L. a. namaense
- L. a. fluviale
- L. a. intermedium
- L. a. lanceolatum